# Tiro
Tiro (em árabe: صور; romaniz.: Ṣūr; em fenício: 𐤑𐤓, romaniz.: Ṣūr; em grego clássico: Τύρος; romaniz.: Týros) é uma cidade no Líbano, uma das mais antigas cidades continuamente habitadas do mundo, embora por apenas uma pequena população durante alguns séculos medievais. Foi uma das primeiras metrópoles fenícias e o lendário berço de  Europa, seus irmãos Cadmo e Fênix, bem como o fundador de Cartago, Dido (Elissa). A cidade tem muitos sítios antigos, incluindo o Hipódromo de Tiro, e foi adicionado como um todo à lista de Património Mundial da UNESCO em 1984. O historiador Ernest Renan observou que "Pode-se chamar Tiro de uma cidade de ruínas construída fora das ruínas".
Hoje, Tiro é a quarta maior cidade do Líbano depois de Beirute, Trípoli e Sídon. É a capital do Distrito de Tiro na Província do Sul. Havia aproximadamente duzentos mil habitantes na área urbana de Tiro em 2016, incluindo muitos refugiados, já que a cidade abriga três dos doze campos de refugiados palestinos no Líbano: Burj El Shimali, El Buss e Rashidieh.

## Território
Tiro se projeta da costa do Mar Mediterrâneo e está localizado a cerca de 80 quilómetros (50 milhas) ao sul de Beirute. Originalmente consistia em dois centros urbanos distintos: a própria Tiro, que ficava em uma ilha próxima ao mar, e o assentamento associado de Ushu no continente adjacente, mais tarde chamado de Paletiro, que significa "Velha Tiro" em grego antigo.

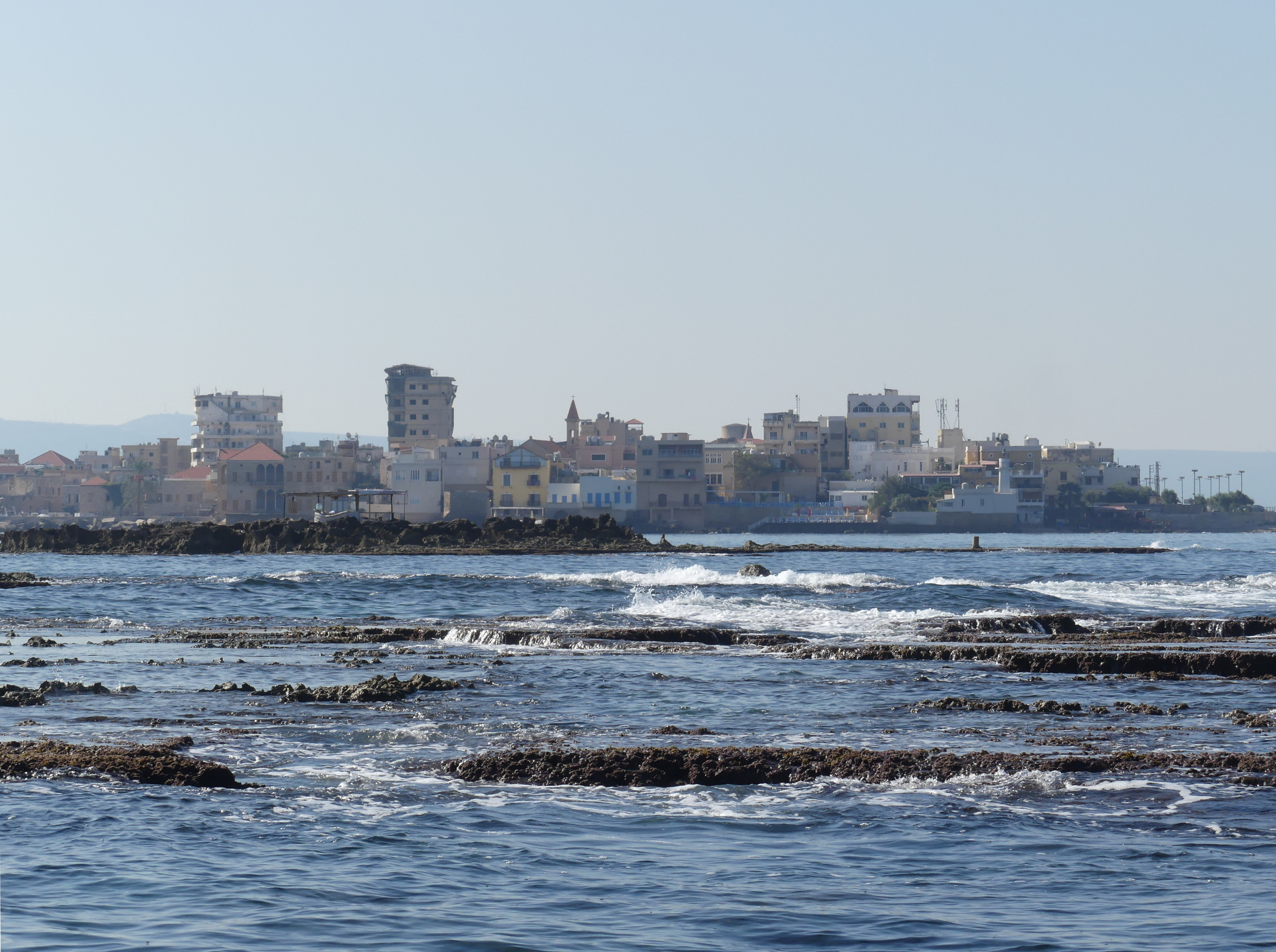
Ilhas rochosas fora de Tiro

Ao longo da história, desde os tempos pré-históricos, todos os assentamentos na área de Tiro lucraram com a abundância de suprimentos de água doce, especialmente das nascentes próximas de Rashidieh e Ras al-Ain, no sul. Além disso, existem as nascentes de Al Bagbog e Ain Ebreen no norte, bem como o rio Litani, também conhecido como Alqasymieh. A atual cidade de Tiro cobre uma grande parte da ilha original e se expandiu e cobre a maior parte da calçada construída por Alexandre, o Grande, em 332 a.C. Este istmo aumentou muito em largura ao longo dos séculos por causa de extensas deposições de lodo em ambos os lados. A parte da ilha original não coberta pela moderna cidade de Tiro é principalmente um sítio arqueológico que mostra os restos da cidade desde os tempos antigos.
Quatro municípios contribuem para a área construída de 16,7 quilómetros quadrados da cidade de Tiro, embora nenhum esteja incluído em sua totalidade: o município de Sour contém o coração da cidade, excluindo a Reserva Natural e Costeira; Burj El Shimali a leste sem terras agrícolas despovoadas; Abbasiyet Sour ao norte sem terras agrícolas e uma aldeia deslocada; e Ain Baal a sudeste, também sem terras agrícolas e aldeias deslocadas. A área urbana de Tiro situa-se numa fértil planície costeira, o que explica o facto de, em 2017, cerca de 44% do seu território ter sido utilizado para a agricultura intraurbana, enquanto os terrenos construídos constituíam mais de 40%.
Em termos de geomorfologia e sismicidade, Tiro está próximo da Falha de Roum e de Yammoune. Embora tenha sofrido vários terremotos devastadores ao longo dos milênios, o nível de ameaça é considerado baixo na maioria dos lugares e moderado em alguns outros. No entanto, um tsunâmi após um terremoto e deslizamentos de terra e inundações subsequentes representam grandes riscos naturais para a população de Tiro.
Estima-se que vastas reservas de gás natural estejam sob as águas libanesas, grande parte na costa de Tiro, mas a exploração foi adiada por disputas de fronteira com Israel.

## Etimologia
Os primeiros nomes de Tiro incluem o acadiano Ṣurru, o fenício Ṣūr (𐤑𐤓) e o hebraico Tzór (צוֹר). Nas línguas semíticas, o nome da cidade significa "rocha" após a formação rochosa sobre a qual a cidade foi originalmente construída.
A forma predominante no grego clássico era Týros (Τύρος), que foi vista pela primeira vez nas obras de Heródoto, mas pode ter sido adotada consideravelmente antes. Deu origem ao latim Tyrus, que foi traduzido para o português como Tiro. O demónimo para Tiro é tiriano.

## Clima

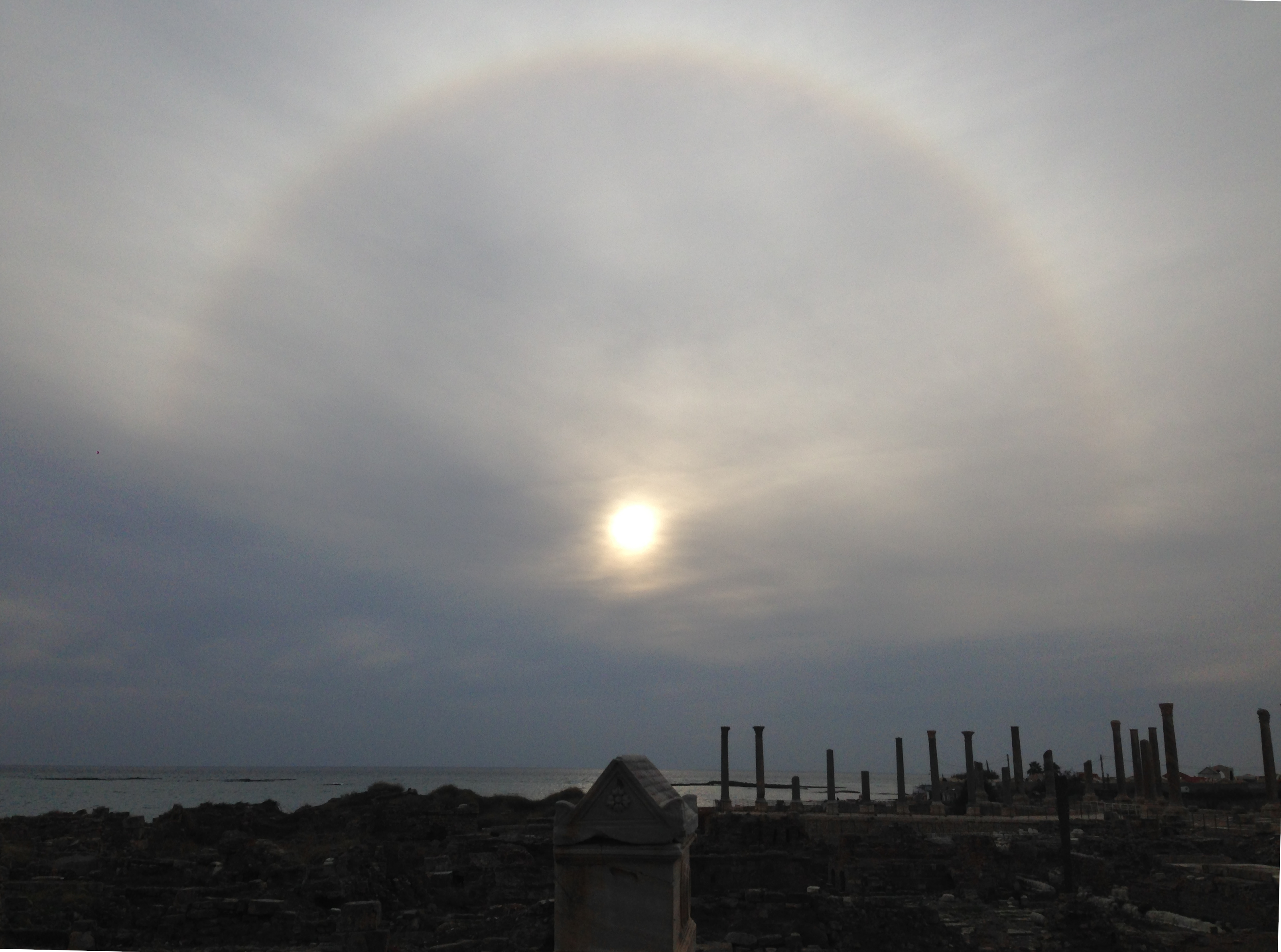
Um halo de 22° sobre o local de Al Mina, 2019

Tiro tem um clima mediterrâneo de verão quente (classificado como Csa na classificação climática de Köppen), caracterizado por seis meses de seca de maio a outubro. Em média, tem trezentos dias de sol por ano e uma temperatura anual de 20,8 °C. A temperatura máxima média atinge seu máximo em 30,8 °C em agosto e a temperatura mínima média é mais baixa em 10 °C em janeiro. Em média, a precipitação média anual atinge até 645 milímetros. A temperatura da água do mar atinge um mínimo de 17 °C em fevereiro e um máximo de 32 °C em agosto. A uma profundidade de 70 metros está constantemente a 17–18 °C. Enquanto isso, o aumento do nível do mar devido ao aquecimento global ameaça a erosão costeira na península de Tiro e nas áreas da baía.

## Reserva Natural da Costa
Tiro goza da reputação de ter algumas das praias e águas mais limpas do Líbano. No entanto, um perfil do UN HABITAT constatou que "a água do mar também está poluída devido à descarga de águas residuais, especialmente na área portuária". Há ainda uma poluição considerável por resíduos sólidos.

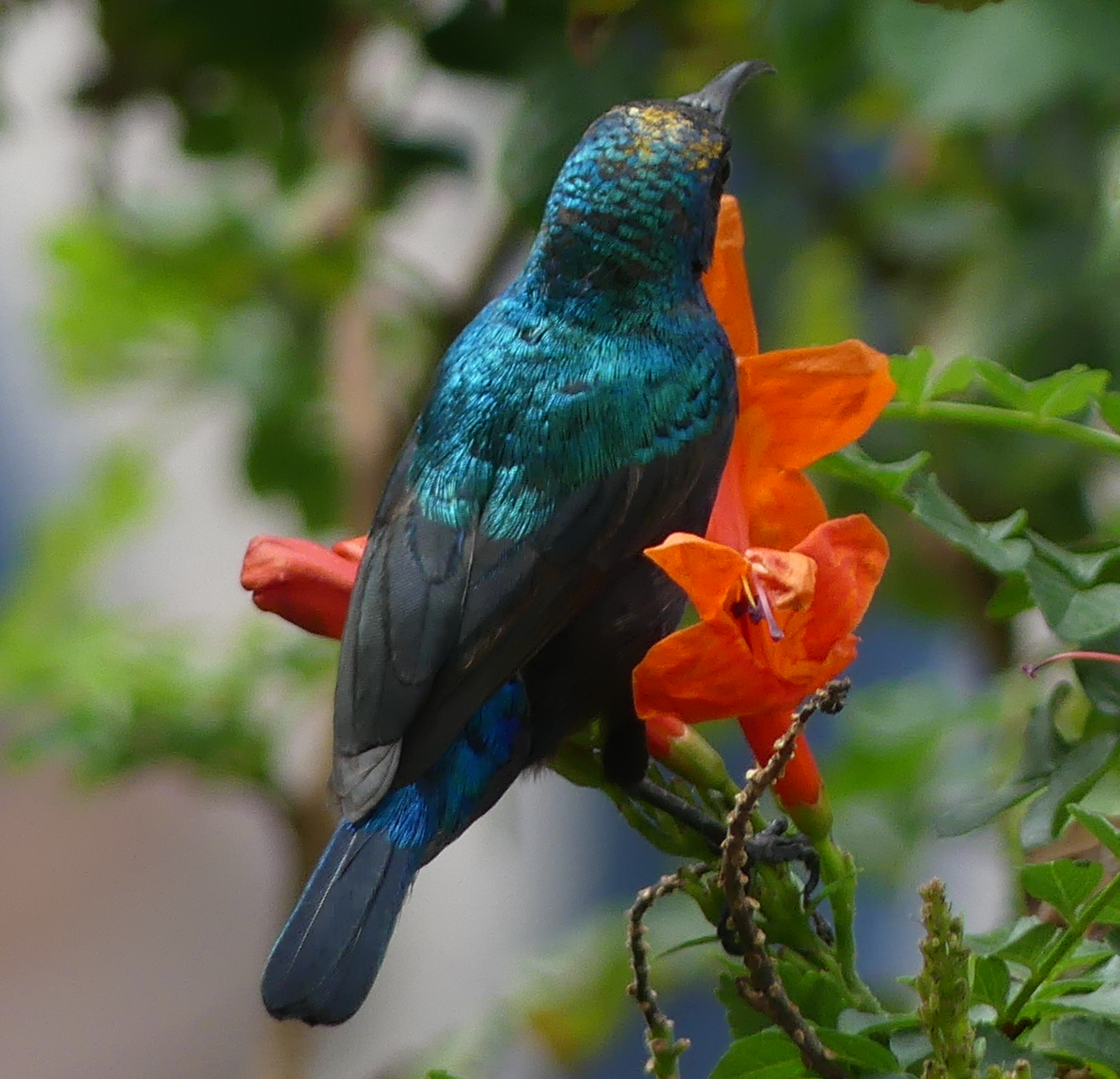
Um pássaro-sol da Palestina perto de Al Mina

A Reserva Natural da Costa do Tiro (TCNR) foi decretada em 1998 pelo Ministério das Obras Públicas. Tem 3,5 quilómetros (2,2 milhas) de comprimento e cobre mais de 380 hectares (940 acres). O TCNR está dentro do trecho de costa arenosa mais bem preservado no sul do Líbano e dividido em duas zonas de seção: uma praia de 1,8 quilómetros de areia, 1,8 quilómetros de comprimento e quinhentos metros de extensão desde a Casa de Repouso de Tiro no norte até o campo de refugiados Rashidieh no sul, e um trecho de dois quilómetros com terras agrícolas de pequenas fazendas familiares e as nascentes de Ras El Ain com três poços artesianos de fluxo constante, que vão desde Rashidieh até a aldeia de Chaetiyeh no sul.
A primeira está dividida em duas zonas: uma destinada ao turismo com cerca de novecentos metros de praia pública e tendas-restaurante durante a época estival que acolhe até vinte mil visitantes num dia de muito movimento, e outra de novecentos metros de zona de conservação como santuário de tartarugas marinhas e aves migratórias. Devido à sua diversidade de flora e fauna, a reserva foi designada Sítio Ramsar em 1999 de acordo com o tratado internacional para a conservação e uso sustentável de zonas úmidas, uma vez que é considerado "o último ecossistema biogeográfico do Líbano". É um importante local de nidificação de aves migratórias, tartarugas-verdes, rato espinhoso árabe e muitas outras criaturas. Além disso, há avistamentos frequentes de golfinhos nas águas ao largo de Tiro. Ao todo, o TCNR inclui
275 espécies distribuídas em 50 famílias. Além disso, a reserva abriga sete espécies ameaçadas regional e nacionalmente, 4 espécies endêmicas e 10 raras, enquanto 59 espécies estão restritas à área do Mediterrâneo Oriental. De referir ainda que foram reconhecidas várias espécies bioindicadoras, bem como 25 espécies medicinais. O TCNR engloba espécies de flora pertencentes aos vários habitats: o litoral arenoso, o costão rochoso, o litoral e os ecossistemas de água doce. Um grande número de famílias de Gramineae, Fabaceae, Asteraceae e Umbelliferae dominam os recursos florísticos.
No entanto, a biodiversidade do TCNR está ameaçada, como demonstrado por uma forte diminuição do número de tartarugas-marinhas do Cáspio Mauremys caspica, o sapo-verde Bufo viridis e a perereca Hyla savigny. Além disso, desde os anos 2000, a canfora norte-americana Heterotheca subaxillaris invadiu o TCNR como neófita de Haifa através da Linha Azul. Durante a guerra de 2006, as áreas de reprodução de tartarugas foram afetadas quando as IDF bombardearam o local de conservação. O derramamento de óleo que devastou a costa ao norte de Ashkelon em fevereiro de 2021 também contaminou as praias de Tiro.

## Herança cultural

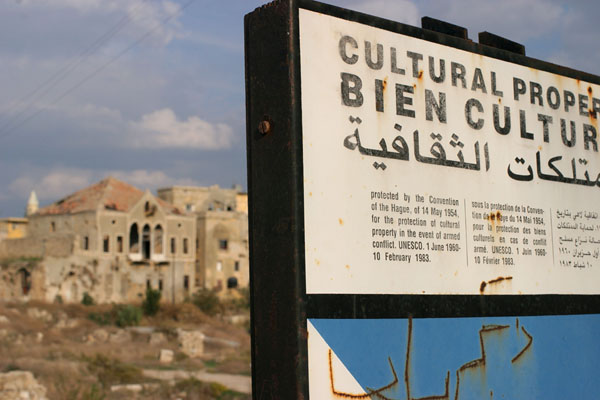
Sinal de marcação de Tiro de acordo com a Convenção para a Proteção dos Bens Culturais em Caso de Conflito Armado. Observe as ruínas da Casa Mamluk (esquerda) que foi reabilitada desde então

Indiscutivelmente, o legado fenício mais duradouro para a população de Tiro foi a marca linguística que as línguas siríaca e acádia deixaram no árabe falado na região de Tiro. Mais notavelmente, o termo amplamente usado "Ba'ali" — que é usado especialmente para descrever vegetais e frutas da produção agrícola não tratada e de sequeiro — origina-se da religião Baal. O município tírio de Ain Baal aparentemente também recebeu o nome da divindade fenícia. A parte mais visível da história antiga e medieval do outro lado foram os sítios arqueológicos:
Após as primeiras escavações arqueológicas de Renan — que se tornaram controversas por causa de sua visão racista — e Sepp nas décadas de 1860 e 1870, respectivamente, outras foram realizadas em 1903 pelo arqueólogo grego Theodore Makridi, curador do Museu Imperial de Constantinopla. Descobertas importantes, como fragmentos de sarcófagos de mármore, foram enviadas para a capital otomana.

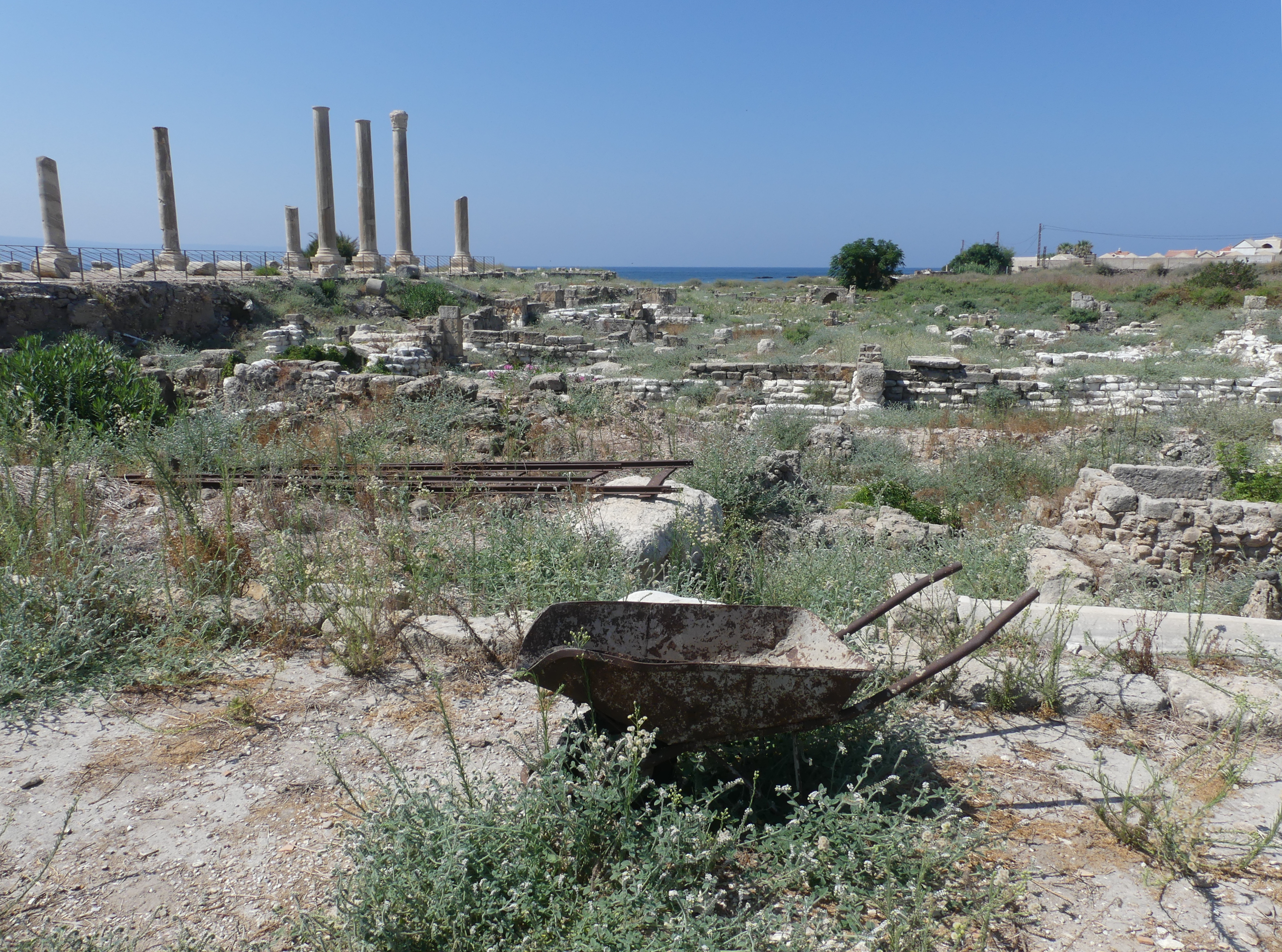
Relíquias enferrujadas das escavações de Chehab no local de Al Mina

Em 1921, um levantamento arqueológico de Tiro foi feito por uma equipe francesa sob a liderança de Denyse Le Lasseur em 1921, seguido por outra missão entre 1934 e 1936 que incluiu levantamentos aéreos e expedições de mergulho. Foi liderado pelo missionário jesuíta Antoine Poidebard, pioneiro da arqueologia aérea.
Escavações em grande escala começaram em 1946 sob a liderança do Emir Maurice Chéhab (1904-1994), "o pai da moderna arqueologia libanesa" que durante décadas chefiou o Serviço de Antiguidades no Líbano e foi curador do Museu Nacional de Beirute. Suas equipes descobriram a maioria dos restos mortais no Al Bass/Hipódromo e no City Site/banhos romanos.
Durante a década de 1960, Honor Frost (1917–2010) — o pioneiro da arqueologia subaquática nascido no Chipre iniciou várias investigações "com o objetivo de identificar e documentar o potencial arqueológico significativo para instalações portuárias na costa de Tiro". Com base nos resultados, ela sugeriu que a Torre Al Mobarakee pode realmente remontar aos tempos helenísticos.
Todos esses trabalhos pararam logo após o início da Guerra Civil em 1975 e muitos registros foram perdidos.
Em 1984, a Organização das Nações Unidas para a Educação, a Ciência e a Cultura (UNESCO) declarou Tiro como Patrimônio da Humanidade, na tentativa de deter os danos causados aos sítios arqueológicos pelo conflito armado e pelo desenvolvimento urbano anárquico.
No final da década de 1980, "escavações clandestinas" ocorreram no cemitério de Al-Bass que "inundou o mercado de antiguidades".
As atividades regulares de escavação só recomeçaram em 1995 sob a supervisão de Ali Khalil Badawi. Pouco depois, uma bomba israelense destruiu um bloco de apartamentos na cidade e evidências de uma igreja primitiva foram reveladas sob os escombros. Seu design incomum sugere que este era o local da Catedral de Paulinus, inaugurada em 315.
Em 1997, o primeiro cemitério de cremação fenício foi descoberto no local de Al Bass, perto da necrópole romana. Enquanto isso, Honor Frost orientou arqueólogos libaneses locais para realizar mais investigações submarinas, que em 2001 confirmaram a existência de uma estrutura feita pelo homem dentro da área portuária do norte de Tiro.
Em 2003, Randa Berri, presidente da Associação Nacional para a Preservação da Arqueologia e Patrimônio do Sul do Líbano e esposa de Nabih Berri, líder veterano do Movimento Amal e presidente de longa data do Parlamento do Líbano, patrocinou um plano para renovar Khan Sour/Khan Al Askaar, o antigo palácio Ma'ani, e convertê-lo em museu. Até 2019, nada foi feito a esse respeito e as ruínas continuaram desmoronando.
As hostilidades da Guerra do Líbano de 2006 colocaram em risco as antigas estruturas de Tiro. Isso levou o Diretor-Geral da UNESCO a lançar um "Alerta de Patrimônio" para o local. Após a cessação das hostilidades em setembro de 2006, uma visita de especialistas em conservação ao Líbano não observou danos diretos à antiga cidade de Tiro. No entanto, o bombardeio danificou os afrescos de uma caverna funerária romana na Necrópole de Tiro. A degradação adicional do local também foi observada, incluindo "a falta de manutenção, a deterioração das estruturas expostas devido à falta de regulação da água da chuva e a deterioração de pedras porosas e moles".

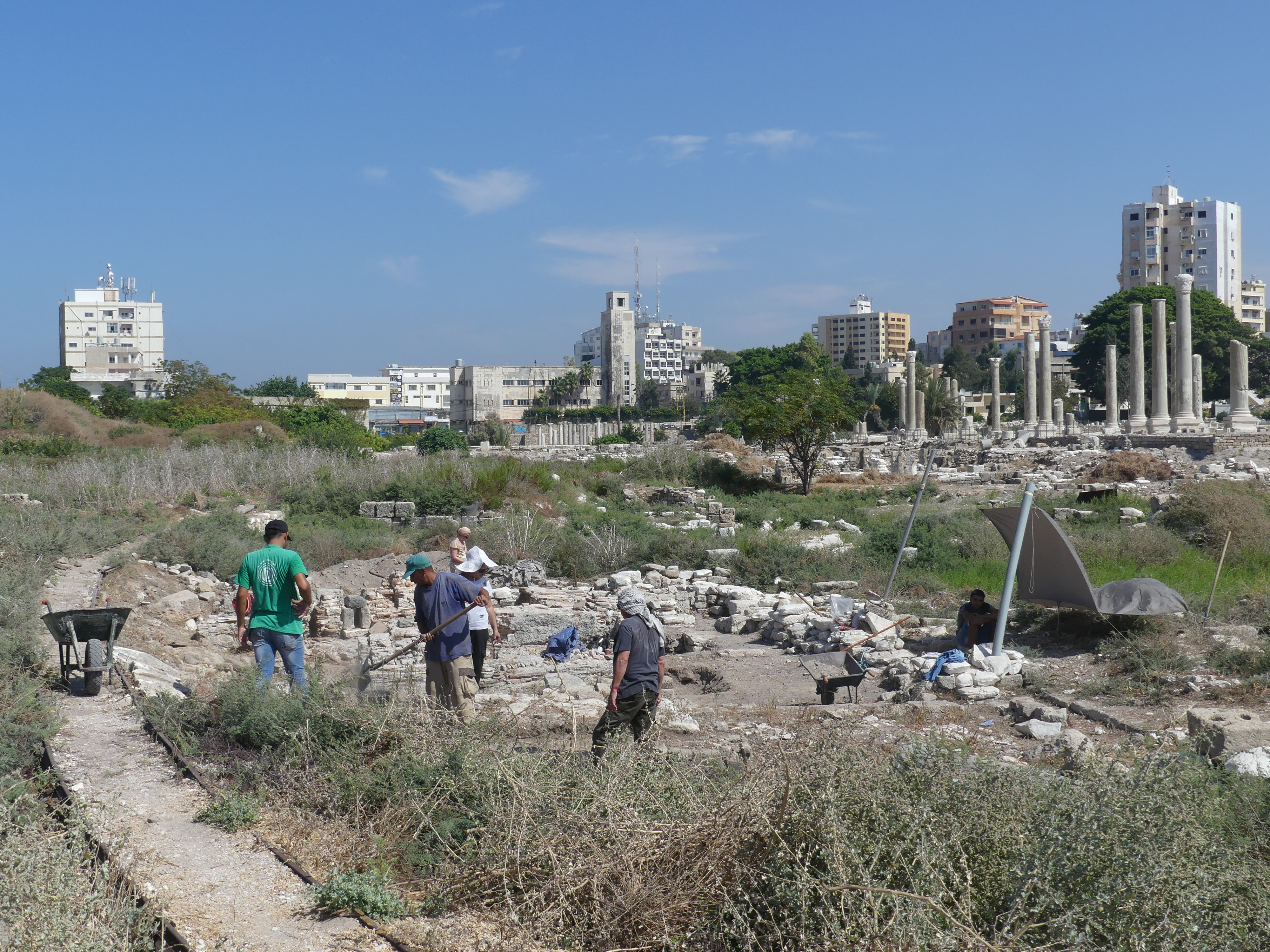
Arqueólogos da Universidade de Lyon no local Al Mina/City em 2019

Desde 2008, uma equipe franco-libanesa sob a direção de Pierre-Louis Gatier da Universidade de Lyon vem realizando trabalhos arqueológicos e topográficos. Quando as missões arqueológicas internacionais na Síria pararam após 2012 devido à guerra lá, algumas delas iniciaram escavações em Tiro, entre elas uma equipe liderada por Leila Badre, diretora do Museu Arqueológico da Universidade Americana de Beirute (AUB), e arqueólogos belgas.
As ameaças ao antigo patrimônio cultural de Tiro incluem pressões de desenvolvimento e o comércio ilegal de antiguidades. Esperava-se que uma rodovia, planejada para 2011, fosse construída em áreas consideradas arqueologicamente sensíveis. Um levantamento geofísico em pequena escala indicou a presença de vestígios arqueológicos em locais de construção propostos. Os sítios não foram investigados. Apesar da realocação de um intercâmbio de tráfego proposto, a falta de limites precisos do local confunde a questão da preservação do local.

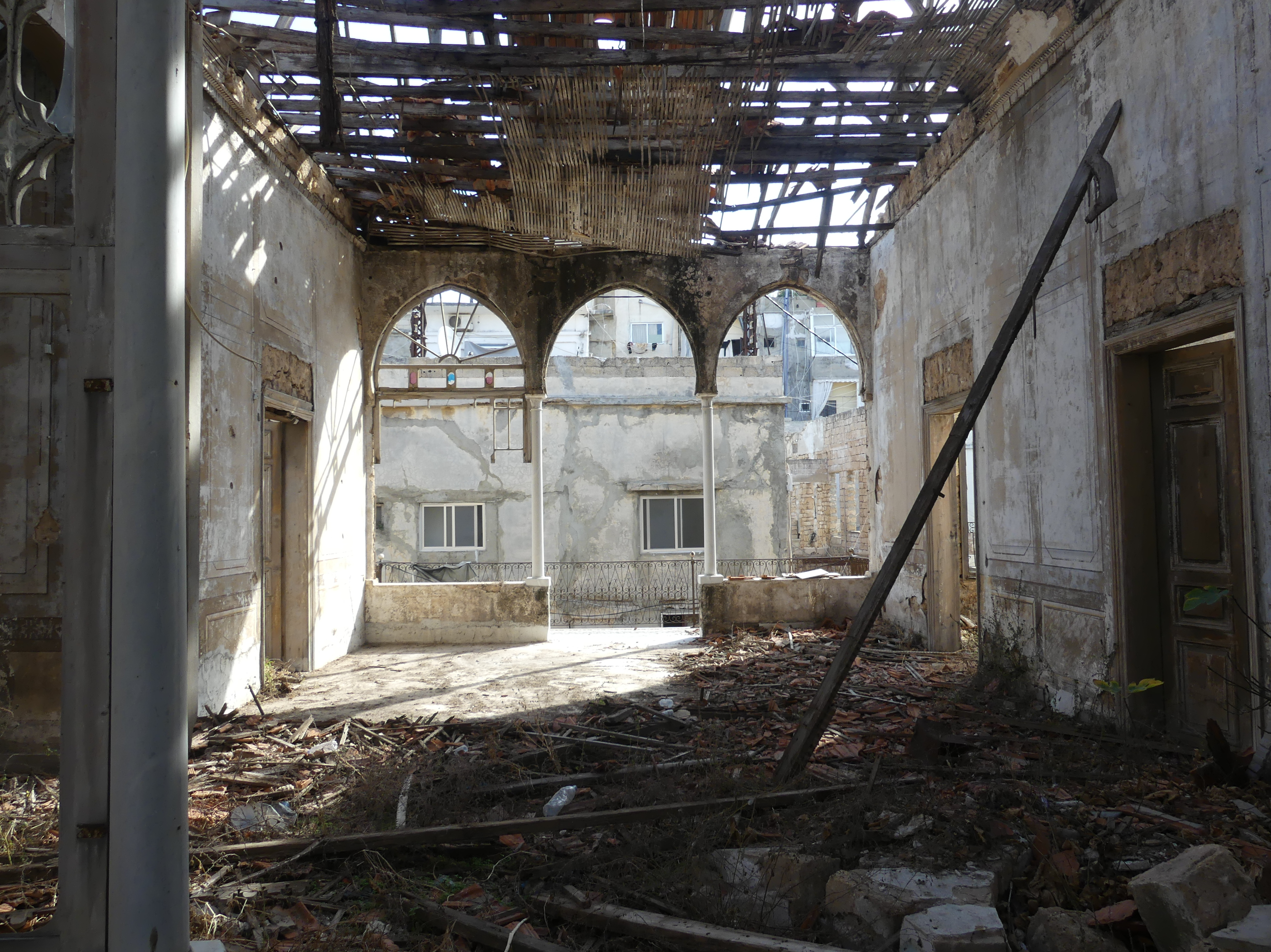
As ruínas de Khan Rabu

Um estudo de 2018 sobre patrimônios mundiais do Mediterrâneo descobriu que o local da cidade de Tiro tem "o maior risco de erosão costeira sob as condições climáticas atuais, além do risco 'moderado' de níveis extremos do mar."
Como muitas das cidades do Levante e do Líbano, a arquitetura desde a Guerra Civil Libanesa na década de 1970 tem sido de baixa qualidade, o que tende a ameaçar o patrimônio cultural no ambiente construído antes da guerra. Enquanto isso, edifícios históricos do período otomano como Khan Rabu e Khan Sour/Khan Ashkar desmoronaram parcialmente após décadas de total negligência e falta de qualquer manutenção.
Em 2013, a International Association to Save Tire (IAST) ganhou as manchetes quando lançou uma rifa online em associação com a Sotheby's para financiar a vila de artesãos Les Ateliers de Tyr, nos arredores da cidade. Os participantes puderam comprar ingressos por cem euros para ganhar a pintura de 1914, Man with Opera Hat, de Pablo Picasso. Os rendimentos totalizaram 5,26 milhões de dólares. A pintura foi ganha por um oficial de segurança contra incêndio de 25 anos da Pensilvânia. A presidente do IAST, Maha al-Khalil Chalabi, é filha do senhor feudal e político Kazem el-Khalil. Em setembro de 2017, inaugurou o "Les Atelier", localizado no meio de um laranjal com uma área de 7 300 metros quadrados na periferia nordeste de Tiro.

### Descrição bíblica

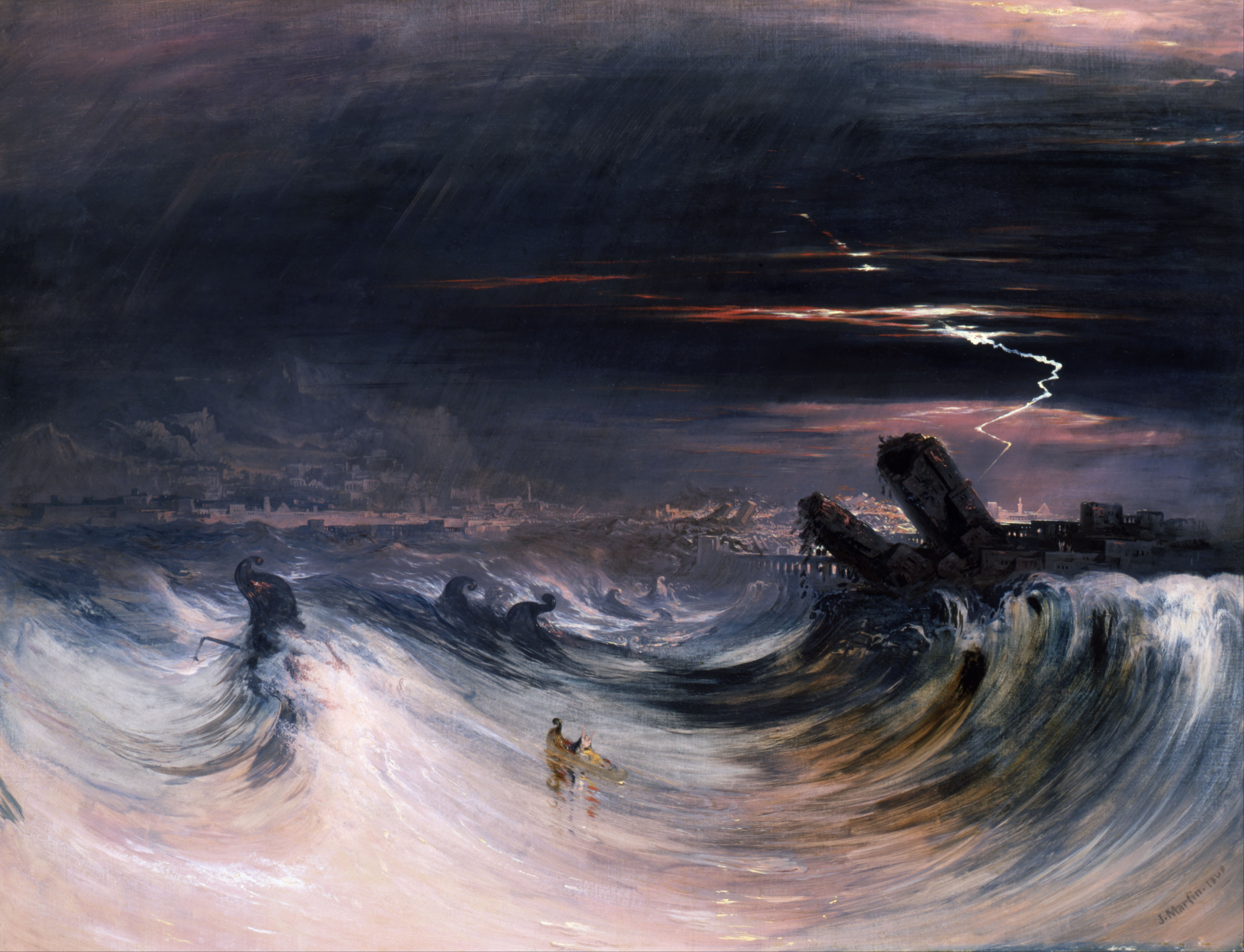
A destruição profetizada de Tiro como pintada por John Martin

A cidade de Tiro aparece em muitas tradições bíblicas:

#### Bíblia hebraica/Antigo Testamento
- De acordo com Josué 19, "a cidade fortificada de Tiro" foi atribuída à Tribo de Aser.[43]
- O rei Hirão I de Tiro aliou-se a Davi e Salomão em II Samuel, I Reis e I Crônicas.[44] Hiram forneceu arquitetos, trabalhadores, madeira de cedro e ouro para construir o palácio real em Jerusalém, bem como o Templo.[45]
- Tiro está listado entre uma aliança de dez nações que conspirariam contra o povo de Deus.[46]
- Tiro é mencionada no livro de Isaías como sendo esquecida por setenta anos quando sua "fortaleza é destruída" e depois que "seu lucro e o salário de sua prostituta serão sagrados para o Senhor."[47]
- O Livro de Joel agrupa Tiro, Sídon e Filisteia e afirma que o povo de Judá e Jerusalém foi vendido aos gregos, e assim haveria punição por causa disso.[48]
- Tiro também é mencionada no Livro de Amós,[49] os Salmos, e o Livro de Zacarias[50] que profetizou sua destruição.

#### Novo Testamento
- Jesus visitou a região ou "costa" (Bíblia do Rei Jaime) de Tiro e Sídon[51] e desta região muitos saíram para ouvi-lo pregar,[52] levando ao contraste gritante em Mateus 11:21[53] para sua recepção em Corazina e Betsaida.
- Herodes foi dito estar zangado com o povo de Tiro e Sídon e ele fez um discurso público no qual ele foi derrubado por Deus depois de não dar glória a ele uma vez que ele recebeu louvor arrogantemente de acordo com o Livro de Atos.[54] O mesmo livro descreve a viagem de Paulo a Tiro, onde permaneceu por sete dias.[55]
- No livro do Apocalipse,[56] o capítulo 18 alude extensivamente à descrição mercantil de Tiro em Ezequiel 26-28.

### Outros escritos
- Apolônio de Tiro é o tema de uma antiga novela curta, popular na Idade Média. Existente em inúmeras formas em muitos idiomas, acredita-se que o texto tenha sido traduzido de um antigo manuscrito grego, agora perdido.
- Péricles, Príncipe de Tiro é uma peça jacobina escrita pelo menos em parte por William Shakespeare e George Wilkins. Ele está incluído em edições modernas de suas obras coletadas, apesar de dúvidas sobre sua autoria.
- Na Grã-Bretanha do século XIX, Tiro foi várias vezes considerado um exemplo da mortalidade de grande poder e status, por exemplo, por John Ruskin nas linhas de abertura de 'The Stones of Venice' e pelo Recessional, de Rudyard Kipling.
- Tyrus é o título e o assunto de um poema do poeta cumbriano Norman Nicholson em sua coleção 'Rock Face' de 1948.
- O quadrinista francês Albert Uderzo publicou em 1981 A Odisseia de Asterix que descreve a viagem de Asterix e Obelix ao Oriente Médio com James Bond e temas bíblicos: em sua busca por petróleo eles navegam a bordo de um navio fenício, mas o regime romano fecha os portos de Tiro para impedir seu desembarque.
- Em 2015, o artista franco-libanês Joseph Safieddine publicou a novela gráfica Yallah Bye, que conta o destino de sua família durante a guerra de 2006 entre Israel e o Hezbollah, quando buscaram refúgio no bairro cristão de Tiro. Seguiu-se uma versão em inglês em 2017 e uma em árabe em 2019.